# Мешков, Виталий Петрович
Вита́лий Петро́вич Мешко́в (род. 18 февраля 1983, Новосиньково, Московская область) — российский футбольный судья, имеет категорию ФИФА. Обслуживает матчи чемпионата России.

## Карьера
Судейскую карьеру начал в мини-футболе. Затем работал ассистентом главного арбитра на матчах турнира дублёров и второго дивизиона. В 2009 году дебютировал в качестве главного судьи в первом дивизионе.
В Премьер-лиге в качестве главного арбитра дебютировал 29 августа 2010 года, в матче 19-го тура ЦСКА — «Алания». Встреча завершилась победой хозяев 2:1, Мешков показал три жёлтые карточки и назначил пенальти в ворота ЦСКА.